# IC 4047
IC 4047 је спирална галаксија у сазвјежђу Береникина коса која се налази на листи објеката дубоког неба у Индекс каталогу.
Деклинација објекта је + 19° 41' 15" а ректасцензија 13h 0m 57,6s. Привидна величина (магнитуда) објекта IC 4047 износи 15,1 а фотографска магнитуда 15,9. IC 4047 је још познат и под ознакама MCG 3-33-21, CGCG 100-21, NPM1G +19.0339, PGC 44816.